# Авион (жилой комплекс)
«Авион» — памятник архитектуры эпохи конструктивизма в Братиславе, Словакия. Здание было построено для размещения квартир и коммерческих офисов в 1930—1931 годах на территории первоначальной деревни Блюменталь. В настоящее время здание выходит своми фасадами на Американскую площадь, Флорианскую площадь и улицу Майкова.

## История
Для строительства кооперативного жилого и торгового здания «Авион» был объявлен конкурс, который был проведён в 1929 году. В нем приняли участие архитекторы Клемент Шилингер и Йозеф Марек, последний получил заказ на разработку проекта. Старую застройку площади снесли в 1920-х годах, новое здание было выстроено за одиннадцать месяцев в 1930—1931 годах.

## Архитектура
Здание представляет собой единый блок на уровне нижних этажей, а верхние этажи состоят из трех отдельных крыльев. Крайние имеют шесть этажей, средний блок — семь. Архитектура комплекса имеет простой функционалистский характер. Она состоит из прямоугольных призматических форм, разделенных выступающими лоджиями, прорезанными в виде гребня. Архитектор объединил комплексный городской партер с функционалистской линейной компоновкой масс верхних этажей.
Avion представляет собой прогресс в стандартах функционального наполнения отдельных пространств и комнат. На первом этаже расположены 25 магазинов и шесть входов в жилую зону. Всего в «Авионе» 118 квартир — от одно- до четырехкомнатных. В апартаменты можно подняться по лестнице, каждая имеет собственную прихожую, кухню, кладовую, ванную комнату, отдельный туалет и подвал. Квартиры в боковых крыльях имеют окна, выходящие на несколько сторон здания, в среднем крыле — ориентированы на один фасад .
При реализации использована технология монолитного бетона.